# NGC 2699
NGC 2699 (другие обозначения — MCG 0-23-14, ZWG 5.33, ARAK 187, PGC 25075) — эллиптическая галактика (E) в созвездии Гидра. Открыта Генрихом Луи д’Арре в 1862 году.
Среди шаровых звёздных скоплений галактики больше красных и более металличных, чем голубых и менее металличных, что нехарактерно для большинства галактик. Вероятно, это объясняется ошибочным учётом скоплений близкой на небе галактики NGC 2698, которая в проекции на картинную плоскость удалена от NGC 2699 на 35 килопарсек.
Этот объект входит в число перечисленных в оригинальной редакции «Нового общего каталога».
Галактика NGC 2699 входит в состав группы галактик NGC 2708. Помимо NGC 2699 в группу также входят NGC 2695, NGC 2706 и NGC 2708.